# Provinciale weg 353
De provinciale weg 353 (N353) is een provinciale weg in de provincies Friesland en Drenthe. De weg verbindt de N380 bij Oudehorne met de N371 ter hoogte van Havelte. Opmerkelijk in het routeverloop is dat de weg ter hoogte van Frederiksoord niet dubbelgenummerd is met de N855, waardoor er een gat in de route bestaat.
De weg is uitgevoerd als tweestrooks-gebiedsontsluitingsweg met buiten de bebouwde kom een maximumsnelheid van 80 km/h. In de gemeente Heerenveen heet de weg Oldeberkoperweg. In de gemeente Ooststellingwerf Heerenveenseweg en Noordwolderweg. In de gemeente Weststellingwerf draagt de weg de namen Oldeberkoperweg en Nieuweweg. In de gemeente Westerveld de namen Koningin Wilhelminalaan, Burgemeester Wijnoldyweg en Van Helomaweg.
N34 · N46 · N351 · N353 · N354 · N355 · N356 · N357 · N358 · N359 · N360 · N361 · N362 · N363 · N364 · N365 · N366 · N367 · N368 · N369 · N370 · N371 · N372 · N373 · N374 · N375 · N376 · N377 · N378 · N379 · N380 · N381 · N382 · N383 · N384 · N385 · N386 · N387 · N388 · N390 · N391 · N392 · N393 · N398

N851 · N852 · N853 · N854 · N855 · N856 · N857 · N858 · N860 · N861 · N862 · N863 · N865 · N910 · N913 · N917 · N918 · N919 · N924 · N927 · N928 · N962 · N963 · N964 · N966 · N967 · N969 · N972 · N973 · N974 · N975 · N976 · N977 · N978 · N979 · N980 · N981 · N982 · N983 · N984 · N985 · N986 · N987 · N988 · N989 · N990 · N991 · N992 · N993 · N994 · N995 · N996 · N997 · N998 · N999

Cursief vermelde wegen zijn voormalige provinciale wegen.